# Scott Brown (fotbalista)
Scott Brown (* 25. června 1985 Dunfermline) je fotbalový trenér a bývalý skotský profesionální fotbalista, který hrával na pozici středního záložníka. Svoji hráčskou kariéru ukončil v roce 2022, a to v dresu skotského klubu Aberdeen FC, kde působil jako hrající asistent trenéra. Mezi lety 2005 a 2017 odehrál také 55 zápasů v dresu skotské reprezentace, ve kterých vstřelil 4 branky. Od května 2022 je hlavním trenérem anglického klubu Fleetwood Town FC.

## Klubová kariéra
Brown začal s fotbalem v Hibernian FC, v roce 2002 podepsal první profesionální smlouvu, a 3. května 2003 v dresu Hibernian debutoval jako 17letý proti Aberdeenu, v utkání pomohl připravit všechny 3 góly Hibs. Jeho jedinou trofejí bylo vítězství ve skotském ligovém poháru 2006/07. V této sezoně také obdržel cenu pro nejlepšího juniorského hráče Scottish Premiership. V květnu 2007 přestoupil do Celticu za 4,4 miliony liber (~ 130 milionů korun), což byla nejvyšší přestupová částka mezi dvěma skotskými kluby.
V dresu Celticu debutoval 5. srpna 2007 proti Kilmarnocku. V Lize mistrů debutoval ve třetím předkole proti Spartaku Moskva. V únoru 2010 se stal kapitánem týmu. Celkem v dresu Celticu vyhrál desetkrát ligu, pětkrát pohár a šestkrát ligový pohár.